# L (chanteuse)
L (de son vrai nom Raphaële Lannadère), née le 23 février 1981, est une auteure-compositrice-interprète française.

## Biographie
Très jeune, L chante et donne de petits concerts pour sa famille.
Vers l'âge de 20 ans, avec l'aide d'une ethnomusicologue, elle étudie les polyphonies tsiganes, corses, bulgares, le gospel et le fado, qui marqueront sa musique et sa façon de chanter.
En 2002, elle se choisit un nom de scène, L en référence au roman Lady L. de Romain Gary. Elle le choisit également car c'est l'initiale de son nom et de celui de chacun de ses grands-parents.
Elle donne son premier concert dans la cave d'une rôtisserie parisienne, accompagnée par celui qui deviendra Babx. S'ensuivent de nombreux concerts, au cours desquels elle reprend les classiques de la chanson française (Édith Piaf, Léo Ferré, Jacques Brel, Barbara), et à l'occasion desquels elle peaufine son écriture. Elle a également chanté avec le Brésilien Ricardo Tete ou Teófilo Chantre.
Son premier EP 6 titres sort en 2008, et est diffusé sur FIP, France Inter et Europe 1.
En 2010, elle est invitée aux Découvertes du Printemps de Bourges et au Chantier des Francos. Elle écrit pour Camélia Jordana.
Son premier album, Initiale, est sorti en avril 2011. Acclamé par la critique, il lui vaut notamment la une de Télérama.
Elle est lauréate 2011 du deuxième prix Barbara, remis par le Ministère de la Culture.
Elle gagne le prix Félix-Leclerc de la chanson de 2011 du côté français.
En 2015 paraît son deuxième album, L., aux sonorités penchant vers l'electro, sur lequel elle rend hommage à Lhasa. La presse se montre alors assez critique. Elle abandonne à l'occasion de cette sortie le pseudonyme L (compliqué à trouver dans les moteurs de recherche) pour reprendre son nom complet.
En 2018 paraît Chansons, arrangé par Clément Ducol, sur lequel elle est accompagnée par un piano, une harpe et un quatuor à cordes. Elle y évoque notamment, dans la chanson Orlando, la fusillade du 12 juin 2016 à Orlando dans la boîte de nuit LGBT le Pulse. Le documentaire L, sur son île, réalisé par Pauline Jardel et Ludovic Vieuille, est consacré à la réalisation de cet album.
Raphaële Lannadère sort en septembre 2020 l'album Paysages après avoir quitté son label historique Tôt ou Tard pour retrouver son autonomie artistique et signe chez le label indépendant Un Plan Simple. Elle travaille avec BabX qui avait réalisé son premier disque et qui écrit un titre sur cet album, Eleanora, hommage à Billie Holiday. Tous les autres titres sont écrits et composés par elle même et elle dédie l'album à la comédienne Adèle Haenel. Une tournée est prévue avec Guillaume Latil et Julien Lefèvre (violoncelles) Antoine Montgaudon (guitare) et Frédéric Jean (batterie) mais doit être annulée au vu du contexte sanitaire.

## Discographie

### Albums studio
- 2007 - Premières Lettres (Ep) (Karbaoui Records)
- 2011 - Initiale (Tôt ou Tard)
- 2015 - L. (Tôt ou Tard)
- 2018 - Chansons (Tôt ou Tard)
- 2021 - Paysages (Un plan simple / Sony Music)
- 2023 - Cheminement (Horizon Musiques)

## Collaborations
- Je pars sur l'album Camélia Jordana de Camélia Jordana (paroles et musique) (2010)
- Les cigales s'en foutent sur l'album Lequel de nous de Patrick Bruel (paroles et musique) (2012)[16]
- Si jamais sur l'album Partout la musique vient de Julien Clerc (paroles) (2014)[17]
- La beauté d'Ava Gardner sur l'album Souchon dans l'air, vol2 (2018)

## Récompenses et distinctions
- 2011 : Prix Barbara[18]
- 2011 : Prix Félix-Leclerc de la chanson[19]
- 2011 : Nommée au prix Constantin[20]
- 2012 : Nommée aux Victoires de la musique dans la catégorie Révélation[21]
- 2021 : Nomination aux Chroniques lycéennes 2021-2022 de l'Académie Charles-Cros pour sa chanson L'étincelle[22]